# سد شویکو
سد شویکو (به لاتین: Shuikou Dam) یک سد وزنی و نیروگاه برقابی در چین است که در فوجیان واقع شده‌است.